# 奴尔也夫·巴吾东
奴尔也夫·巴吾东（？—？）维吾尔族，籍贯不详，中国人民解放军将领。

## 生平
奴尔也夫·巴吾东早年参加三区革命，加入民族军。1949年底，民族军改编为中国人民解放军第一野战军第一兵团民族第五军。1951年1月，该军在伊宁改编为中国人民解放军第五军。1950年1月至1951年6月，奴尔也夫·巴吾东担任第五军政治部主任兼伊犁军区政治部主任。他是第五军及伊犁军区历史上第一位政治部主任。